# Ruth Coker Burks
Ruth Coker Burks (* 19. März 1959 in Hot Springs, Garland County) (Mädchenname Frances Ruth Coker), ist eine amerikanische Aktivistin, die während der AIDS-Krise der 80er Jahre dutzende Erkrankte und Sterbende unterstützte. Neben emotionaler Unterstützung der Menschen, die aufgrund ihrer Erkrankung (zu diesem Zeitpunkt noch als GRID - Gay Related Immune Deficiency, eine anfängliche Bezeichnung für AIDS, bekannt) von Familien und Gesellschaft ausgeschlossen wurden, bot Burks nach eigenen Angaben Hilfe bei Behördengängen, Arztbesuchen sowie eine angemessene Beerdigung.

## Engagement während der AIDS-Epidemie
Burks kam erstmalig als alleinerziehende geschiedene Mutter 1984 im Universitätskrankenhaus Little Rock in Kontakt mit einem aidskranken Mann, als sie eine Freundin besuchte. Sie leistete dem ihr vorher unbekannten Mann Beistand in seinen letzten Stunden und organisierte trotz einiger Hürden dessen Beerdigung, nachdem ihr die Diskriminierung, Meidung und Ablehnung seiner Familie und des Krankenhauspersonals aufgefallen war. Nach dieser ersten Begegnung zeichnete sich Burks durch Präsenz in Krankenhäusern aus. Sie suchte zuerst aktiv einsame, erkrankte schwule Männer auf und unterstützte sie. Die Bestattungen führte sie zumeist allein oder mit ihrer Tochter durch, da nach ihren Angaben keine Geistlichen oder Familienmitglieder der Verstorbenen die Beerdigungen begleiten wollten. Eine nicht geklärte Anzahl von Männern begrub Burks auf Flächen des Friedhofs Files Cemetery in Hot Springs. Burks gibt an, dass ihrer Familie dort 262 Ruhestätten gehören; die Friedhofsverwaltung zweifelt dies jedoch an. Durch ihre Bemühungen wurde Burks bald als Ansprechpartnerin bekannt. Neben ihren eigenen Ersparnissen, die sie anfangs für die Pflege und Unterstützung verwendet haben soll, wurde ein Netzwerk finanzieller und materieller Unterstützung geschaffen: Schwule Tanzclubs, Bars, Dragshows und BDSM-Clubs sammelten Geld für Medikamente und Beerdigungen, Bill Clinton setzte sich für Essensspenden ein. Burks gelang auch der Aufbau eines Bestands an Zidovudin und Antibiotika (teils aus nicht verbrauchten Medikamenten der Verstorbenen) zur Versorgung von Bedürftigen. Es ist unklar, wie vielen Menschen genau Ruth Coker Burks helfen konnte. Sie selbst spricht von mehr als 1000 unterstützten Personen und schätzungsweise 43 Beerdigungen in einem Jahrzehnt, hat jedoch bisher keine Namensliste veröffentlicht. Ihre Tochter und Burks selbst wurden Opfer von antischwulem Hass, Diskriminierungen und Stigmatisierungen durch Burks Assoziation mit AIDS-Kranken.

## Wirken ab 1995
Unter Präsident Bill Clinton fungierte sie als Beraterin des Weißen Hauses für AIDS-Aufklärung. Ende der 90er Jahre arbeitete sie als Angelführerin und Bestatterin in Florida. Ihr Engagement für einen besseren Umgang mit HIV und AIDS blieb weiter ein wichtiger Teil ihres Lebens. 2013 setzte sie sich zum Beispiel während eines Fernsehauftritts gegen die Diskriminierung von Kindern aus vermeintlich von AIDS betroffenen Haushalten ein, wodurch sie nach eigenen Angaben selbst ein Jobangebot verlor. 2010 erlitt sie einen Schlaganfall.

## Presse und Medien
Seit 2015 stand Burks mehr im Fokus der medialen Aufmerksamkeit als die Jahrzehnte zuvor. Neben zahlreichen Interviews und einem Kurzfilm zu ihrem Leben erschien 2020 die Autobiografie All the young man. Vom Jahr 2015 bis 2017 lief eine GoFundMe-Kampagne zur Finanzierung eines Denkmals auf dem Files Cemetery, die jedoch wegen ausbleibender Bauarbeiten und Vermutungen hinsichtlich einer Veruntreuung der Gelder unterbrochen wurde.